# كفترة (أرشق)
کفترة (بالفارسية: کفتاره) هي منطقة سكنية تقع في إيران في قسم أرشق الشرقي الريفي. يقدر عدد سكانها بـ 36 نسمة .